# Хуан Бош
Хуан Еміліо Бош Гавіньйо (ісп. Juan Emilio Bosch Gaviño; 30 червня 1909 — 1 листопада 2001) — домініканський політик, історик і письменник, президент країни 1963 року.

## Життєпис
У ранньому віці вже був в опозиції до режиму Трухільйо, за що був репресований. 1939 року створив Домініканську революційну партію.
20 грудня 1962 року Бош, який мав популярність серед виборців, став президентом країни. США не дуже довіряли йому, що виправдалось, коли Бош почав провадити більш незалежну від Сполучених Штатів політику. Він прагнув позбавити країну злиднів і відсталості. Було скасовано низку угод зі США, зокрема, щодо будівництва нафтопереробного заводу з концерном «Standard Oil», а також підвищено податки на прибутки американських корпорацій. Було встановлено тверді ціни на цукор, в результаті чого компанія South Puerto-Rico Sugar Company зазнала збитків. На заводах тієї кампанії стався страйк, і Бош вирішив його не придушувати, чого вимагали США. Нова конституція заборонила продаж землі іноземцям.
У відповідь 25 вересня 1963 року за підтримки американських спецслужб Боша було усунуто від влади. Після цього він емігрував з країни й повернувся за два роки.
1965 він програв вибори Хоакіну Балагеру. 1970 та 1973 років Бош участі у виборах не брав. Потім він створив Домініканську партію визволення, від якої неодноразово висувався на пост президента, але зазнавав поразки на виборах.

## Творчість
Є автором двох романів, кількох книжок з оповіданнями й численних есеїв. Його вплив на свої книги визнавав Габріель Гарсія Маркес.